# Brochet MB-50
Le Brochet MB 50 Pipistrelle était un avion monoplace français de sport destiné à la construction amateur.

## Améliorer le MB-30
Au sortir de la Seconde Guerre mondiale Maurice Brochet reprend et améliore le MB-30. Il en résulte un monoplan parasol en bois et toile dont l’empennage vertical comporte cette fois un plan fixe. Cet appareil, qui effectue son premier vol à Beynes-Thiverval le 27 avril 1947 piloté par Max Gasnier, était équipé d'un moteur Poinsard de 25 ch. Le prototype, baptisé La Pipistrelle le 12 octobre 1947, fait un atterrissage forcé le 19 octobre 1947 sur panne moteur. Il reprend l’air le 18 janvier 1948 avec un moteur Saroléa de 27 ch, fiable mais qui tourne à 3 000 tr/min. Le 1er août 1948 Éric Nessler décolle pour la première fois le prototype un moteur Salmson 9 Adb en étoile de 40/45 ch. Il obtient son Certificat de Navigabilité Restreint le 19 octobre 1948 avec les lettres F-PEAD. Devenu par la suite F-PHFI, ce prototype fut malheureusement détruit dans l'incendie qui a ravagé une réserve du Musée de l'Air et de l'Espace du Bourget en mai 1990.

## Pour la construction amateur
Entre-temps Maurice Brochet avait décidé de lancer la commercialisation des plans pour la construction amateur. Achevée en janvier 1948 la liasse (70 feuilles) est vendue 3 000 francs par Constructions aéronautiques Maurice Brochet. Construit aux Sables d’Olonne, le MB-50 n° 2 (F-PFAL) vole le 24 juillet 1948 avec un moteur Aubier et Dunne Jaguar 810 de 27 ch, remplacé rapidement par un Train de 40 ch sous un élégant capot moteur. En 1967 cet appareil fut vendu en Grande-Bretagne et remotorisé une dizaine d’années plus tard avec un Walter Mikron III en ligne de 65 ch. Cet exemplaire ne fut radié du registre britannique que le 24 février 2009.
Un total de huit Pipistrelles ont été achevées à ce jour (décembre 2010), dont six étaient en état de vol en 1965. En 1993 l'association Ailes Anciennes Toulouse a récupéré un exemplaire pratiquement achevé, n'ayant jamais volé. Il ne restait alors que deux MB-50 en état de vol. Malheureusement le F-PEBZ a été détruit sur accident en avril 2010. Il ne reste donc que le G-BADV, construit en France mais vendu au Royaume-Uni en septembre 1972.

## Sources
1. 1 2 3 4 5  « Avions Maurice Brochet Neauphle Le Chateau », sur avions.brochet.free.fr (consulté le 14 avril 2023).
2. ↑  William Green, The Aircraft of the World p.38. Macdonald & Co. (1965).
3. ↑  « aatlse.org/collection.php?coll… »(Archive.org • Wikiwix • Archive.is • Google • Que faire ?).
4. ↑  « caa.co.uk/application.aspx?cat… »(Archive.org • Wikiwix • Archive.is • Google • Que faire ?).